# نيك أوليري
نيك أوليري (بالإنجليزية: Nick O'Leary)‏ هو لاعب كرة قدم أمريكية أمريكي، ولد في 31 أغسطس 1992 في بالم بيتش في الولايات المتحدة.

## وصلات خارجية
- نيك أوليري على موقع مرجع كرة القدم المحترفة.كوم (الإنجليزية)